# سارابجوت سینگ
سارابجوت سینگ (انگلیسی: Sarabjot Singh؛ زادهٔ ۳۰ سپتامبر ۲۰۰۱) تیرانداز اهل هند است.
وی در مسابقات کشوری و بین‌المللی در مجموع برندهٔ ۶ مدال طلا، ۳ مدال نقره، ۳ مدال برنز شده است.